# Ervalla station
Ervalla station ist ein Ort (Småort) in der schwedischen Provinz Örebro län und der historischen Provinz Västmanland.
Die Bezeichnung bezieht sich auf den dort in den 1850er-Jahren errichteten Bahnhof an der Strecke Örebro–Frövi sowie der abzweigenden Strecke nach Nora. Namensgebend ist das etwa drei Kilometer nördlich gelegene Kirchdorf (bis 1990: Tätort) Ervalla; die dortige Kirche ist auch Zentrum des gleichnamigen Kirchspiels Ervalla socken. Der nächstgelegene Tätort ist das etwa 2,5 Kilometer in südlicher Richtung entfernte Ölmbrotorp.
Der Riksväg 50 (Bergslagsdiagonalen) führt etwa fünf Kilometer westlich des Ortes vorbei.